# IEM Major: Katowice 2019
Das IEM Major: Katowice 2019 war das 14. Major-Turnier in der E-Sports-Disziplin Counter-Strike: Global Offensive und fand vom 13. Februar bis zum 3. März 2019 statt. Austragungsort war zum dritten Mal Kattowitz. Die finale Champions Stage des Turniers wurde im Spodek ausgetragen. Sieger des Turniers wurde Astralis, welche zum dritten Mal ein Major-Turnier gewannen.

## Qualifikation
Die Finalisten der Minor-Turniere der vier Regionen GUS, Asien, Amerika und Europa sowie der Gewinner und die Drittplatzierte des Asia- und des CIS-Minors qualifizierten sich für die Challengers Stage des Majors. Alle Minors fanden in Kattowitz statt.
| Name                 | CIS Minor Championship                                     | European Minor Championship                                     | Asian Minor Championship                        | Americas Minor Championship                                    | Minors' 3rd Place Play-in |
| -------------------- | ---------------------------------------------------------- | --------------------------------------------------------------- | ----------------------------------------------- | -------------------------------------------------------------- | ------------------------- |
| Zeit                 | 16. bis 20. Januar 2019                                    | 16. bis 20. Januar 2019                                         | 22. bis 26. Januar 2019                         | 22. bis 26. Januar 2019                                        | 27. Januar 2019           |
| Sieger (Preisgeld)   | AVANGAR(30.000 $)                                          | ENCE eSports (30.000 $)                                         | Renegades (30.000 $)                            | NRG Esports (30.000 $)                                         | Winstrike Team            |
| Finalist (Preisgeld) | Team Spirit (15.000 $)                                     | Team Vitality (15.000 $)                                        | Grayhound Gaming (15.000 $)                     | FURIA Esports (15.000 $)                                       | Vici Gaming               |
| 3. Platz (Preisgeld) | Winstrike Team (5.000 $)                                   | North (5.000 $)                                                 | Vici Gaming (5.000 $)                           | Team EnVyUs (5.000 $)                                          | North                     |
| weitere Teilnehmer   | Gambit Gaming Nemiga Gaming pro100 Runtime.gg Syman Gaming | mousesports OpTic Gaming Space Soldiers Valiance Windigo Gaming | Aequus Club Beyond Esports CyberZen GOSU MVP PK | Bravado Gaming eUnited Imperial e-Sports INTZ eSports Team One | Team EnVyUs               |

## Lineups der Teams
| Plätze 1 – 8 des Faceit Major: London 2018                          | Plätze 1 – 8 des Faceit Major: London 2018 | Plätze 1 – 8 des Faceit Major: London 2018 | Plätze 1 – 8 des Faceit Major: London 2018 |
| Astralis                                                            | BIG                                        | compLexity                                 | FaZe Clan                                  |
| ------------------------------------------------------------------- | ------------------------------------------ | ------------------------------------------ | ------------------------------------------ |
| Andreas „Xyp9x“ Højsleth                                            | Fatih „gob b“ Dayik                        | Jordan „n0thing“ Gilbert                   | Olof „olofmeister“ Kajbjer                 |
| Peter „dupreeh“ Rasmussen                                           | Can „XANTARESS“ Dörtkardes                 | Rory „dephh“ Jackson                       | Nikola „NiKo“ Kovač                        |
| Nicolai „dev1ce“ Reedtz                                             | Tizian „tiziaN“ Feldbusch                  | Peter „stanislaw“ Jarguz                   | Ladislav „GuardiaN“ Kovács                 |
| Emil „Magisk“ Reif                                                  | Johannes „nex“ Maget                       | Shahzeeb „ShahZaM“ Khan                    | Däuren „AdreN“ Qystaubajew                 |
| Lukas „gla1ve“ Rossander                                            | Johannes „tabseN“ Wodarz                   | Ricky „Rickeh“ Mulholland                  | Håvard „rain“ Nygaard                      |
| HellRaisers                                                         | Made in Brazil                             | Natus Vincere                              | Team Liquid                                |
| Bence „DeadFox“ Böröcz                                              | Fernando „fer“ Alvarenga                   | Oleksander „s1mple“ Kostyljew              | Nicholas „nitr0“ Cannella                  |
| Abai „HObbit“ Chassenow                                             | Marcelo „coldzera“ David                   | Denis „electronic“ Scharipow               | Russel „Twistzz“ Van Dulken                |
| Özgür „woxic“ Eker                                                  | Tacio „TACO“ Filho                         | Ioann „Edward“ Sucharjew                   | Jonathan „EliGE“ Jablonowski               |
| Kyryll „ANGE1“ Karasёw                                              | Gabriel „FalleN“ Toledo                    | Danylo „Zeus“ Teslenko                     | Keith „NAF“ Markovic                       |
| Issa „ISSAA“ Murad                                                  | João „felps“ Vasconcellos                  | Jegor „flamie“ Wassiljew                   | Jake „Stewie2k“ Yip                        |
| Plätze 9 – 14 des Faceit Major: London 2018 und Minor-Qualifikanten |                                            |                                            |                                            |
| AVANGAR                                                             | Cloud 9                                    | ENCE eSports                               | fnatic                                     |
| Bektijar „fitch“ Bachytow                                           | Fabien „kioShiMa“ Fiey                     | Aleksi „allu“ Jalli                        | Ludvig „Brollan“ Brolin                    |
| Ali „Jame“ Dschami                                                  | Jordan „Zellsis“ Montemurro                | Jani „Aerial“ Jussila                      | Simon „twist“ Eliasson                     |
| Alexei „Qikert“ Golubew                                             | Robin „flusha“ Rönnquist                   | Sami „xseveN“ Laasanen                     | Freddy „KRiMZ“ Johansson                   |
| Timur „Buster“ Tulepow                                              | Timothy „autimatic“ Ta                     | Jere „sergej“ Salo                         | Richard „Xizt“ Landström                   |
| Ajdyn „KrizzeN“ Turlybekow                                          | Will „RUSH“ Wierzba                        | Aleksi „Aleksib“ Virolainen                | Jesper „JW“ Wecksell                       |
| FURIA Esports                                                       | G2 Esports                                 | Grayhound Gaming                           | Ninjas in Pyjamas                          |
| Kaike „kscerato“ Cerato                                             | Lucas „Lucky“ Chastang                     | Erdenetsogt „erkaSt“ Gantulga              | Christopher „GeT_RiGhT“ Alesund            |
| Vinicius „VINI“ Figueiredo                                          | Audric „JaCkz“ Jug                         | Euan „sterling“ Moore                      | Dennis „dennis“ Edman                      |
| Rinaldo „AbleJ“ Moda Júnior                                         | Richard „shox“ Papillon                    | Chris „dexter“ Nong                        | Patrik „f0rest“ Lindberg                   |
| Andrei „arT“ Piovezan                                               | Alexandre „bodyy“ Pianaro                  | Liam „malta“ Schembri                      | Jonas „Lekr0“ Olofsson                     |
| Yuri „Yuurih“ Santos                                                | Kenny „kennyS“ Schrub                      | Oliver „DickStacy“ Tierney                 | Fredrik „REZ“ Sterner                      |
| NRG Esports                                                         | Renegades                                  | Team Spirit                                | Team Vitality                              |
| Ethan „nahtE“ Arnold                                                | Sean „Gratisfaction“ Kaiwai                | Dmitri „Dima“ Bandurka                     | Cédric „RpK“ Guipouy                       |
| Vincent „Brehze“ Cayonte                                            | Joakim „jkaem“ Myrbostad                   | Dmitri „S0tF1k“ Forostjanko                | Mathieu „ZywOo“ Herbaut                    |
| Zwetelin „CeRq“ Dimitrow                                            | Justin „jks“ Savage                        | Vyktor „somedieyoung“ Orudžev              | Dan „apEX“ Madesclaire                     |
| Jacob „FugLy“ Medina                                                | Jay „liazz“ Tregillgas                     | Wadim „DavCost“ Wassiljew                  | Alex „ALEX“ McMeekin                       |
| Damian „daps“ Steele                                                | Aaron „AZR“ Ward                           | Pawel „COLDYY1“ Weklenko                   | Nathan „NBK“ Schmitt                       |
| TyLoo                                                               | Vega Squadron                              | Vici Gaming                                | Winstrike Team                             |
| Cai „Summer“ Yulun                                                  | Anton „tonyblack“ Kolesnikow               | Cheung „Freeman“ Winghei                   | Dawid „n0rb3r7“ Danijeljan                 |
| Hansel „BnTeT“ Ferdinand                                            | Pawel „hutji“ Laschkow                     | Andrew „kaze“ Khong                        | Georgi „WorldEdit“ Jaskin                  |
| Xu „somebody“ Haowen                                                | Yhor „crush“ Schewtschenko                 | Liang „advent“ Zhuo                        | Aurimas „Kvik“ Kvakšys                     |
| Sheng „Attacker“ Yuanzhang                                          | Dmytryj „jR“ Tscherwjak                    | Liu „aumaN“ Zhihong                        | Kirill „Boombl4“ Michailow                 |
| Kevin „xccurate“ Susanto                                            | Leonid „chopper“ Wischnjakow               | Zhong „zhokiNg“ Weijie                     | Jan „wayLander“ Rahkonen                   |

## Challengers Stage
Acht Teams sind durch ihr Ausscheiden auf den Plätzen 9 bis 14 in der Legend Stage beim Faceit Major: London 2018 automatisch qualifiziert. Die verbleibenden zehn Teams qualifizierten sich über die Minor-Turniere und das Minors' 3rd Place Play-in.
- Ninjas in Pyjamas (Platz 9–11 der Legends Stage beim Faceit Major: London 2018)
- fnatic (Platz 9–11 der Legends Stage beim Faceit Major: London 2018)
- G2 Esports (Platz 9–11 der Legends Stage beim Faceit Major: London 2018)
- Vega Squadron (Platz 12–14 der Legends Stage beim Faceit Major: London 2018)
- Cloud 9 (Platz 12–14 der Legends Stage beim Faceit Major: London 2018)
- TyLoo (Platz 12–14 der Legends Stage beim Faceit Major: London 2018)
- AVANGAR (Gewinner CIS Minor)
- Team Spirit (Zweiter CIS Minor)
- ENCE eSports (Gewinner Europe Minor)
- Team Vitality (Zweiter Europe Minor)
- Renegades (Gewinner Asia Minor)
- Grayhound Gaming (Zweitert Asia Minor)
- NRG Esports (Gewinner Americas Minor)
- FURIA Esports (Zweiter Americas Minor)
- Winstrike Team (Gewinner Minors' 3rd Place Play-in)
- Vici Gaming (Zweiter Minors' 3rd Place Play-in)

### Runde 1
|                | Ergebnis |                   | S-N |
| -------------- | -------- | ----------------- | --- |
| Renegades      | 16:08    | AVANGAR           | 0-0 |
| fnatic         | 09:16    | Vici Gaming       | 0-0 |
| TyLoo          | 16:08    | Team Vitality     | 0-0 |
| Cloud 9        | 16:11    | Grayhound Gaming  | 0-0 |
| ENCE eSports   | 16:10    | Team Spirit       | 0-0 |
| G2 Esports     | 16:14    | Vega Squadron     | 0-0 |
| FURIA Esports  | 06:16    | Ninjas in Pyjamas | 0-0 |
| Winstrike Team | 09:16    | NRG Esports       | 0-0 |

### Runde 2
|                   | Ergebnis |                  | S-N |
| ----------------- | -------- | ---------------- | --- |
| Cloud 9           | 03:16    | TyLoo            | 1-0 |
| ENCE eSports      | 16:06    | G2 Esports       | 1-0 |
| Ninjas in Pyjamas | 13:16    | Renegades        | 1-0 |
| NRG Esports       | 16:06    | Vici Gaming      | 1-0 |
| Vega Squadron     | 16:14    | Team Spirit      | 0–1 |
| Team Vitality     | 19:17    | Grayhound Gaming | 0–1 |
| AVANGAR           | 16:14    | FURIA Esports    | 0–1 |
| fnatic            | 11:16    | Winstrike Team   | 0–1 |

### Runde 3
|                   | Ergebnis    |                  | S-N |
| ----------------- | ----------- | ---------------- | --- |
| ENCE eSports      | 07:16 14:16 | Renegades        | 2-0 |
| NRG Esports       | 16:14 16:13 | TyLoo            | 2-0 |
| G2 Esports        | 10:16       | AVANGAR          | 1-1 |
| Team Vitality     | 16:01       | Vega Squadron    | 1-1 |
| Cloud 9           | 06:16       | Vici Gaming      | 1-1 |
| Ninjas in Pyjamas | 06:16       | Winstrike Team   | 1-1 |
| fnatic            | 16:09 16:11 | Grayhound Gaming | 0–2 |
| Team Spirit       | 09:16 14:16 | FURIA Esports    | 0–2 |

### Runde 4
|                   | Ergebnis          |                | S-N |
| ----------------- | ----------------- | -------------- | --- |
| Team Vitality     | 25:22 16:12       | Vici Gaming    | 2-1 |
| TyLoo             | 12:16 14:16       | AVANGAR        | 2-1 |
| ENCE eSports      | 16:11 07:16 :13   | Winstrike Team | 2-1 |
| Ninjas in Pyjamas | 17:19 16:06 16:13 | Vega Squadron  | 1–2 |
| G2 Esports        | 08:16 :08 16:05   | fnatic         | 1–2 |
| Cloud 9           | 01:16 :01 16:19   | FURIA Esports  | 1–2 |

### Runde 5
|                   | Ergebnis        |                | S-N |
| ----------------- | --------------- | -------------- | --- |
| Ninjas in Pyjamas | 16:07 13:16 :10 | Vici Gaming    | 2-2 |
| G2 Esports        | 12:16 :02 16:07 | TyLoo          | 2-2 |
| Cloud 9           | 16:07 19:16     | Winstrike Team | 2-2 |

## Legends Stage
Acht Teams sind durch ihre Platzierung unter den ersten Acht beim letzten Major Faceit Major: London 2018 bereits qualifiziert. Weitere acht können sich über die Challenger-Stage qualifizieren.
- Astralis (Gewinner Faceit Major: London 2018)
- Natus Vincere (Finalist Faceit Major: London 2018)
- Made in Brazil (Halbfinalist Faceit Major: London 2018)
- Team Liquid (Halbfinalist Faceit Major: London 2018)
- compLexity (Viertelfinalist Faceit Major: London 2018)
- BIG (Viertelfinalist Faceit Major: London 2018)
- HellRaisers (Viertelfinalist Faceit Major: London 2018)
- FaZe Clan (Viertelfinalist Faceit Major: London 2018)
- NRG Esports (Challengers Stage)
- Renegades (Challengers Stage)
- ENCE eSports (Challengers Stage)
- Team Vitality (Challengers Stage)
- AVANGAR (Challengers Stage)
- Ninjas in Pyjamas (Challengers Stage)
- G2 Esports (Challengers Stage)
- Cloud 9 (Challengers Stage)

### Runde 1
|                | Ergebnis |                   | S-N |
| -------------- | -------- | ----------------- | --- |
| ENCE eSports   | 13:16    | Renegades         | 0-0 |
| BIG            | 11:16    | Team Vitality     | 0-0 |
| Natus Vincere  | 16:07    | G2 Esports        | 0-0 |
| FaZe Clan      | 16:04    | HellRaisers       | 0-0 |
| NRG Esports    | 14:16    | Ninjas in Pyjamas | 0-0 |
| Team Liquid    | 16:12    | AVANGAR           | 0-0 |
| Made in Brazil | 03:16    | Cloud 9           | 0-0 |
| Astralis       | 16:06    | compLexity        | 0-0 |

### Runde 2
|                | Ergebnis |                   | S-N |
| -------------- | -------- | ----------------- | --- |
| Natus Vincere  | 25:22    | Team Vitality     | 1-0 |
| FaZe Clan      | 14:16    | Renegades         | 1-0 |
| Team Liquid    | 16:13    | Ninjas in Pyjamas | 1-0 |
| Astralis       | 16:0     | Cloud 9           | 1-0 |
| ENCE eSports   | 12:16    | HellRaisers       | 0–1 |
| BIG            | 13:16    | G2 Esports        | 0–1 |
| NRG Esports    | 13:16    | AVANGAR           | 0–1 |
| Made in Brazil | 16:09    | compLexity        | 0–1 |

### Runde 3
|                   | Ergebnis          |               | S-N |
| ----------------- | ----------------- | ------------- | --- |
| Astralis          | 17:19 16:09 16:02 | Renegades     | 2-1 |
| Team Liquid       | 16:14 16:09       | Natus Vincere | 2-0 |
| Made in Brazil    | 16:12             | G2 Esports    | 1-1 |
| FaZe Clan         | 13:16             | AVANGAR       | 1-1 |
| Team Vitality     | 16:14             | Cloud 9       | 1-1 |
| Ninjas in Pyjamas | 16:05             | HellRaisers   | 1-1 |
| ENCE eSports      | 05:16 :14 16:10   | BIG           | 0–2 |
| NRG Esports       | 19:22 16:19       | compLexity    | 0–2 |

### Runde 4
|                | Ergebnis        |                   | S-N |
| -------------- | --------------- | ----------------- | --- |
| Renegades      | 16:05 11:16 :12 | Team Vitality     | 2-1 |
| Natus Vincere  | 16:06 16:11     | AVANGAR           | 2-1 |
| Made in Brazil | 16:06 16:14     | Ninjas in Pyjamas | 2-1 |
| ENCE eSports   | 19:17 16:10     | G2 Esports        | 1–2 |
| FaZe Clan      | 08:16 :11 16:14 | compLexity        | 1–2 |
| Cloud 9        | 16:08 16:12     | HellRaisers       | 1–2 |

### Runde 5
|                   | Ergebnis        |               | S-N |
| ----------------- | --------------- | ------------- | --- |
| ENCE eSports      | 16:12 16:07     | AVANGAR       | 2-2 |
| Ninjas in Pyjamas | 16:07 08:16 :07 | Team Vitality | 2-2 |
| FaZe Clan         | 16:14 16:09     | Cloud 9       | 2-2 |

## Champions Stage
|  | Viertelfinale      | Viertelfinale     | Viertelfinale | Viertelfinale | Viertelfinale |           |                | Halbfinale   | Halbfinale | Halbfinale | Halbfinale | Halbfinale |  |  | Finale | Finale | Finale | Finale | Finale |
|  |                    |                   |               |               |               |           |                |              |            |            |            |            |  |  |        |        |        |        |        |
|  | Ukraine            | Natus Vincere     | 16            | 16            | -             |           |                |              |            |            |            |            |  |  |        |        |        |        |        |
|  | Vereinte Nationen  | FaZe Clan         | 13            | 7             | -             |           |                |              |            |            |            |            |  |  |        |        |        |        |        |
|  | Vereinte Nationen  | FaZe Clan         | 13            | 7             | -             | Ukraine   | Natus Vincere  | 14           | 16         | 14         |            |            |  |  |        |        |        |        |        |
|  |                    |                   |               |               |               | Ukraine   | Natus Vincere  | 14           | 16         | 14         |            |            |  |  |        |        |        |        |        |
|  |                    | Finnland          | ENCE eSports  | 16            | 3             | 16        |                |              |            |            |            |            |  |  |        |        |        |        |        |
|  | Vereinigte Staaten | Finnland          | ENCE eSports  | 16            | 3             | 16        | Team Liquid    | 11           | 16         | -          |            |            |  |  |        |        |        |        |        |
|  | Vereinigte Staaten |                   |               |               |               |           | Team Liquid    | 11           | 16         | -          |            |            |  |  |        |        |        |        |        |
|  | Finnland           | ENCE eSports      | 16            | 19            | -             |           |                |              |            |            |            |            |  |  |        |        |        |        |        |
|  |                    |                   |               |               |               |           | Finnland       | ENCE eSports | 11         | 4          | -          |            |  |  |        |        |        |        |        |
|  |                    | Danemark          | Astralis      | 16            | 16            | -         |                |              |            |            |            |            |  |  |        |        |        |        |        |
|  | Brasilien          | Made in Brazil    | 16            | 16            | -             |           |                |              |            |            |            |            |  |  |        |        |        |        |        |
|  | Australien         | Renegades         | 6             | 12            | -             |           |                |              |            |            |            |            |  |  |        |        |        |        |        |
|  | Australien         | Renegades         | 6             | 12            | -             | Brasilien | Made in Brazil | 14           | 7          | -          |            |            |  |  |        |        |        |        |        |
|  |                    |                   |               |               |               | Brasilien | Made in Brazil | 14           | 7          | -          |            |            |  |  |        |        |        |        |        |
|  |                    | Danemark          | Astralis      | 16            | 16            | -         |                |              |            |            |            |            |  |  |        |        |        |        |        |
|  | Danemark           | Danemark          | Astralis      | 16            | 16            | -         | Astralis       | 16           | 16         | -          |            |            |  |  |        |        |        |        |        |
|  | Danemark           |                   |               |               |               |           | Astralis       | 16           | 16         | -          |            |            |  |  |        |        |        |        |        |
|  | Schweden           | Ninjas in Pyjamas | 2             | 14            | -             |           |                |              |            |            |            |            |  |  |        |        |        |        |        |

## Preisgeldverteilung
| Platz    | Clan                                                                                  | Preisgeld (in US-Dollar) |
| -------- | ------------------------------------------------------------------------------------- | ------------------------ |
| 1.       | Astralis                                                                              | 500.000                  |
| 2.       | ENCE eSports                                                                          | 150.000                  |
| 3. – 4.  | Natus Vincere MIBR                                                                    | 70.000                   |
| 5. – 8.  | Renegades NIP FaZe Clan Team Liquid                                                   | 35.000                   |
| 9. – 16. | BIG NRG Esports G2 Esports compLexity Gaming HellRaisers Avangar Team Vitality Cloud9 | 8.750                    |